# PCOLCE2
PCOLCE2‏ (Procollagen C-endopeptidase enhancer 2) هوَ بروتين يُشَفر بواسطة جين PCOLCE2 في الإنسان.